# D.O.O.P.
De Democratic Order Of Planets ofwel D.O.O.P is een fictieve organisatie uit de Amerikaanse animatieserie Futurama. Het is een organisatie van verschillende planeten die te vergelijken is met de Verenigde Naties.

## Geschiedenis
De organisatie werd opgericht in 2945 na de Tweede Galactische Oorlog, vermoedelijk om de vrede te bewaren. De hoofdstad van de organisatie bevindt zich op de Aarde, die zelf een van de primaire leden is. De organisatie verscheen voor het eerst in de aflevering "Brannigan Begin Again". Om Fry uit te leggen wat de D.O.O.P. inhield, vergeleek Hermes het met de Federatie uit Star Trek.
De organisatie wordt geleid door de Hoge Raadsvrouw Glab.
Het logo van de organisatie is een parodie op het voormalige logo van de OPEC.

## Organisatie
De D.O.O.P. is een parodie op zowel de Federatie uit Star Trek als de Verenigde Naties. Het hoofdkwartier bevond zich oorspronkelijk in een vervallen gebouw in Weehawken, New Jersey. Daarna verhuisde de organisatie tijdelijk naar een modern $400 biljoen kostend hoofdkwartier dat rond de neutrale planeet cirkelde, totdat Zapp Brannigan dit vernietigde.
D.O.O.P. heeft zijn eigen rechtssysteem en kan rechtszaken aanspannen voor onder andere verraad en militaire conflicten.
Afgevaardigden van de planeten die lid zijn van D.O.O.P. komen geregeld samen om problemen te bespreken.

## Leger
D.O.O.P heeft zijn eigen leger en eigen ruimtevloot. Zogenaamd om de vrede te bewaren, maar meer waarschijnlijker om planeten die geen lid zijn te intimideren en andere planeten te veroveren. De vloot van D.O.O.P. staat onder leiding van 25-sterrengeneraal Zapp Brannigan, vanuit zijn vlaggenschip Nimbus. Net als Zapp is het leger van D.O.O.P incompetent en niet in staat om zelfs de zwakste vijand te verslaan. Dit, gecombineerd met Zapps honger naar glorie en het feit dat hij zijn leger inzet tegen zwakkere tegenstanders, maakt dat D.O.O.P vaak zelf de oorzaak is van en conflict met andere planeten.
D.O.O.P. heeft een aantal maal geprobeerd de Aarde te verdedigen, waaronder tegen de Omicronian invasies ("When Aliens Attack", "The Problem with Popplers" etc.). De Aarde lijkt de meeste invloed te hebben op de militaire tak van D.O.O.P, gezien het feit dat er maar weinig niet-mensen actief zijn in deze tak.

## D.O.O.P. leden
- Een Amazonian van Amazonia
- Een Decapodian van Decapod 10
- Hoge Raadsvrouw Glab van Amphibios 9
- Een Horrible Gelatinous Blob
- Mensen van de Aarde.
- Een Insectoid
- Een Neptunian van Neptunes.
- De Robot Elders van Chapek 9
- Een Ruimtehagedis.
- Een Trisolian van Trisol
- Enkele Wormulons van Wormulon
- De Yarn mensen van Nylar IV